# Federalizm fiskalny
Federalizm fiskalny polega na przekazywaniu kompetencji w zakresie polityki fiskalnej od rządu centralnego do niższych poziomów rządu. Taka decentralizacja ma na celu wzrost efektywności w alokacji zasobów, redystrybucję dochodów i stabilizowanie gospodarki, dzięki umożliwieniu podmiotom lokalnym podejmowania decyzji w obszarach, o których dysponują większą ilością wiedzy na temat lokalnych problemów i potrzeb niż poziom rządowy.
W takim systemie, politykę alokacyjną prowadzą poziomy rządu niższe od federalnego, a politykę redystrybucji prowadzi federalny organ polityki fiskalnej. Zgodnie ze stosowaną w federalizmie fiskalnym zasadą subsydiarności, w ten sposób dąży się do pogodzenia interesów lokalnych społeczności z federalnymi celami wyższego poziomu, gdzie traktuje się pieniądz jako dobro wspólne, które musi podlegać regulacji (np. poprzez niezależny Bank Centralny) w interesie ogólnopaństwowym.
Głównym celem współpracy budżetowej pomiędzy państwem i samorządami jest zapewnienie, by strategie różnych podmiotów w sektorze publicznym były zgodne – a przynajmniej nie sprzeczne z państwową polityką gospodarczą. Wymaga to oszacowania wzrostu (lub spadku) wydatków samorządu oraz dopasowania do niego poziomu opodatkowania obywateli przez samorządy (zwłaszcza w odniesieniu do podatku dochodowego). Na przykład, jeżeli państwo zażąda świadczenia dodatkowych usług lokalnych, np. zwiększenia liczby miejsc w przedszkolach, to będzie ono musiało zrekompensować samorządom wzrost wydatków za pomocą  zwiększenia subwencji systemowych.

## Teoretycy i ich postulaty
Robert Cooter (2000): optymalna struktura władzy różnych szczebli występuje tam, „gdzie obywatele zaspokajają w największym stopniu swoje oczekiwania”. Jednak w odróżnieniu od konsumentów dóbr i usług dostarczanych przez rynek, którzy mogą stosunkowo łatwo zmieniać dostawców, obywatele dysponują jedynie bardzo ograniczoną możliwością przeniesienia się do innej, bardziej im odpowiadającej jednostki terytorialnej.
Wito Tanzi (2000) analizował rozmiary aparatu władzy w kontekście Federalizmu Fiskalnego. Twierdzi on, iż kwestia, „jakiego rodzaju działania nadają się do sprywatyzowania, a które powinny podlegać decentralizacji” nie została dostatecznie wyjaśniona w literaturze. Wiele usług publicznych może być przedmiotem zarówno decentralizacji, jak i prywatyzacji. Sugeruje on również, że im mniejszy sektor publiczny tym łatwiej zarządzać nim na wyższych szczeblach władzy, ale im więcej szczebli władzy, tym więcej regulacji, gdyż każdy poziom będzie się starał narzucić własne priorytety: „Za każdym razem, gdy dodamy kolejny szczebel władzy – czy to na poziomie lokalnym, czy regionalnym – prawdopodobnie wzrośnie liczba zbędnych regulacji”. Analizując polityki w sektorach publicznych, Tanzi twierdzi, że władze bardziej ograniczone w zakresie przychodów i wydatków zazwyczaj chętniej sięgają po regulacje dla osiągnięcia swych celów. Jego przypuszczenia odnoszą się przede wszystkim do samorządów lokalnych. Obawy Tanziego budzi fakt, że władza zdecentralizowana bywa bardziej podatna na korupcję.